# Ешлі Лоуренс (футболістка)
Ешлі Лоуренс (англ. Ashley Lawrence; нар. 11 червня 1995, Торонто) — канадська футболістка, олімпійська медалістка. Півзахисник футбольної команди  «Олімпік Ліон» та національної збірної Канади.

## Ігрова кар'єра
Футбольну кар'єру розпочала в 2013 виступами за юніорську футбольну команду Університету Західної Вірджинії. У складі команди відіграла чотири сезони. Також залучалась в окремих матчах до канадських клубів «Торонто», «Оттава» та «Вон».
У січні 2017 перейшла до французького клубу «Парі Сен-Жермен», зігравши за парижан 11 матчів продовжила контракт до 2019 року.
З 2023 року захищала кольри англійського клубу «Челсі».
Наразі виступає за команду «Олімпік Ліон».

## Збірна
З 2010 по 2012 залучалась до складу юніорської збірної Канади. На юніорському рівні провела 11 матчів.
Залучалась до складу молодіжної збірної Канади в 2014-2015, провела в складі молодіжної збірної 8 матчів.
У складі національної збірної Канади дебютувала в 2013. Наразі в складі національної збірної провела понад 150 матчів.

## Сім'я
Її мати канадійка, а батько вихідець з Ямайки.

## Титули і досягнення
Канада
- Бронзова призерка Олімпійських ігор (1): 2016.